# Медісон Паркс
Медісон Б'янка Паркс (англ. Madison Bianca Parks; нар. 14 листопада 1993, Комока, Міддлесекс, Онтаріо) — канадська борчиня вільного стилю, срібна призерка Панамериканського чемпіонату, срібна призерка Ігор Співдружності.

## Життєпис
Боротьбою почала займатися з 2005 року. У 2010 році перемогла на Панамериканському чемпіонаті серед кадетів. У 2002 році здобула срібну медаль Панамериканського чемпіонату серед юніорів.
Виступає за борцівський клуб «Western-London». Тренер — Дейв Спінні (з 2012).

## Спортивні результати на міжнародних змаганнях

### Виступи на Чемпіонатах світу
| Змагання                        | Збірна | Вагова категорія          | Місце |
| ------------------------------- | ------ | ------------------------- | ----- |
| Чемпіонат світу з боротьби 2021 | Канада | жіноча боротьба, до 50 кг | 7     |
| Чемпіонат світу з боротьби 2022 | Канада | жіноча боротьба, до 50 кг | 10    |
| Чемпіонат світу з боротьби 2023 | Канада | жіноча боротьба, до 50 кг | 10    |

### Виступи на Панамериканських чемпіонатах
| Змагання                                   | Збірна | Вагова категорія          | Місце  |
| ------------------------------------------ | ------ | ------------------------- | ------ |
| Панамериканський чемпіонат з боротьби 2020 | Канада | жіноча боротьба, до 50 кг | 8      |
| Панамериканський чемпіонат з боротьби 2021 | Канада | жіноча боротьба, до 50 кг | 5      |
| Панамериканський чемпіонат з боротьби 2022 | Канада | жіноча боротьба, до 50 кг | Срібло |
| Панамериканський чемпіонат з боротьби 2023 | Канада | жіноча боротьба, до 50 кг | 5      |

### Виступи на Іграх Співдружності
| Змагання                | Збірна | Вагова категорія          | Місце  |
| ----------------------- | ------ | ------------------------- | ------ |
| Ігри Співдружності 2022 | Канада | жіноча боротьба, до 50 кг | Срібло |

### Виступи на інших змаганнях
| Змагання                                    | Збірна | Вагова категорія          | Місце  |
| ------------------------------------------- | ------ | ------------------------- | ------ |
| Кубок Канади з боротьби 2014                | Канада | жіноча боротьба, до 48 кг | 4      |
| Турнір міста Сассарі з боротьби 2015        | Канада | жіноча боротьба, до 53 кг | 5      |
| Кубок Канади з боротьби 2015                | Канада | жіноча боротьба, до 53 кг | 6      |
| Гран-прі Іспанії з боротьби 2015            | Канада | жіноча боротьба, до 53 кг | 11     |
| Кубок Канади з боротьби 2016                | Канада | жіноча боротьба, до 53 кг | 6      |
| Міжнародний меморіал Дейва Шульца 2017      | Канада | жіноча боротьба, до 53 кг | 4      |
| Кубок Канади з боротьби 2017                | Канада | жіноча боротьба, до 48 кг | Золото |
| Міжнародний меморіал Білла Фаррелла 2019    | Канада | жіноча боротьба, до 50 кг | 4      |
| Кубок Гранми і Серро-Пеладо з боротьби 2020 | Канада | жіноча боротьба, до 50 кг | Бронза |
| Меморіал Маттео Пелліконе 2022              | Канада | жіноча боротьба, до 50 кг | Золото |
| Відкритий чемпіонат Загреба з боротьби 2023 | Канада | жіноча боротьба, до 50 кг | 10     |
| Турнір Ібрагіма Мустафи 2023                | Канада | жіноча боротьба, до 50 кг | 5      |
| Турнір К. У. Кожомкула і Р. Санатбаєва 2023 | Канада | жіноча боротьба, до 50 кг | 8      |
| Меморіал Імре Поляка та Яноша Варги 2023    | Канада | жіноча боротьба, до 50 кг | 12     |
| Відкритий чемпіонат Польщі з боротьби 2023  | Канада | жіноча боротьба, до 50 кг | 5      |
| Відкритий чемпіонат Загреба з боротьби 2024 | Канада | жіноча боротьба, до 50 кг | 13     |
| Меморіал Імре Поляка та Яноша Варги 2024    | Канада | жіноча боротьба, до 50 кг | 5      |
| Гран-прі Іспанії з боротьби 2024            | Канада | жіноча боротьба, до 50 кг | 5      |
| Міжнародний меморіал Білла Фаррелла 2024    | Канада | жіноча боротьба, до 50 кг | 4      |
| Гран-прі Франції Анрі Деглана 2025          | Канада | жіноча боротьба, до 50 кг | Срібло |
| Klippan Lady Open 2025                      | Канада | жіноча боротьба, до 50 кг | 5      |
| Турнір Мухамета Мало 2025                   | Канада | жіноча боротьба, до 50 кг | 8      |

### Виступи на змаганнях молодших вікових груп
| Змагання                                                 | Збірна | Вагова категорія          | Місце  |
| -------------------------------------------------------- | ------ | ------------------------- | ------ |
| Панамериканський чемпіонат з боротьби серед кадетів 2010 | Канада | жіноча боротьба, до 49 кг | Золото |
| Чемпіонат світу з боротьби серед юніорів 2011            | Канада | жіноча боротьба, до 51 кг | 20     |
| Чемпіонат світу з боротьби серед юніорів 2012            | Канада | жіноча боротьба, до 51 кг | 17     |
| Панамериканський чемпіонат з боротьби серед юніорів 2013 | Канада | жіноча боротьба, до 48 кг | Срібло |